# Meu Bem Querer
Meu Bem Querer est une telenovela brésilienne produite et diffusée en 1998-1999 par Rede Globo, et comptant 179 épisodes.
Cette telenovela a été écrite par Ricardo Linhares, en collaboration avec Leonor Bassères, Nelson Nadotti, Maria Elisa Berredo and Glory Barretoentre. Le texte est supervisé par Aguinaldo Silva. La production a été dirigée par Luis Henrique Rios, John Campbell et Alexandre Avancini, sous la direction générale de Ricardo Waddington.
Murilo Benício, Alessandra Negrini, Leonardo Bricio, Flavia Alessandra et Marília Pêra interprètent les rôles principaux.

## Thème
Cette telenovela se situe dans une ville fictive du littoral nord, São Tomás de Trás. Une ville marquée par l'exploitation, longtemps quasi-féodale, des plantations de noix de cajou.